# Cucujus
Cucujus là một chi bọ cánh cứng trong họ Cucujidae.

## Các loài
Chi này gồm các loài sau:
- Cucujus bicolor Smith
- Cucujus chinensis Lee and Sâto
- Cucujus cinnaberinus Scopoli
- Cucujus clavipes Fabricius
  - Cucujus clavipes clavipes Fabricius
  - Cucujus clavipes puniceus Mannerheim
- Cucujus coccinatus Lewis
- Cucujus grouvellei Reitter
- Cucujus elongatus Lee and Pütz
- Cucujus haematodes Erichson
  - Cucujus haematodes haematodes Erichson
  - Cucujus haematodes opacus Lewis
- Cucujus kempi Grouvelle
- Cucujus mniszechi Grouvelle
- Cucujus nigripennis Lee and Sâto
- Cucujus tulliae Bonacci, Mazzei, Horák, and Brandmayr

## Hình ảnh

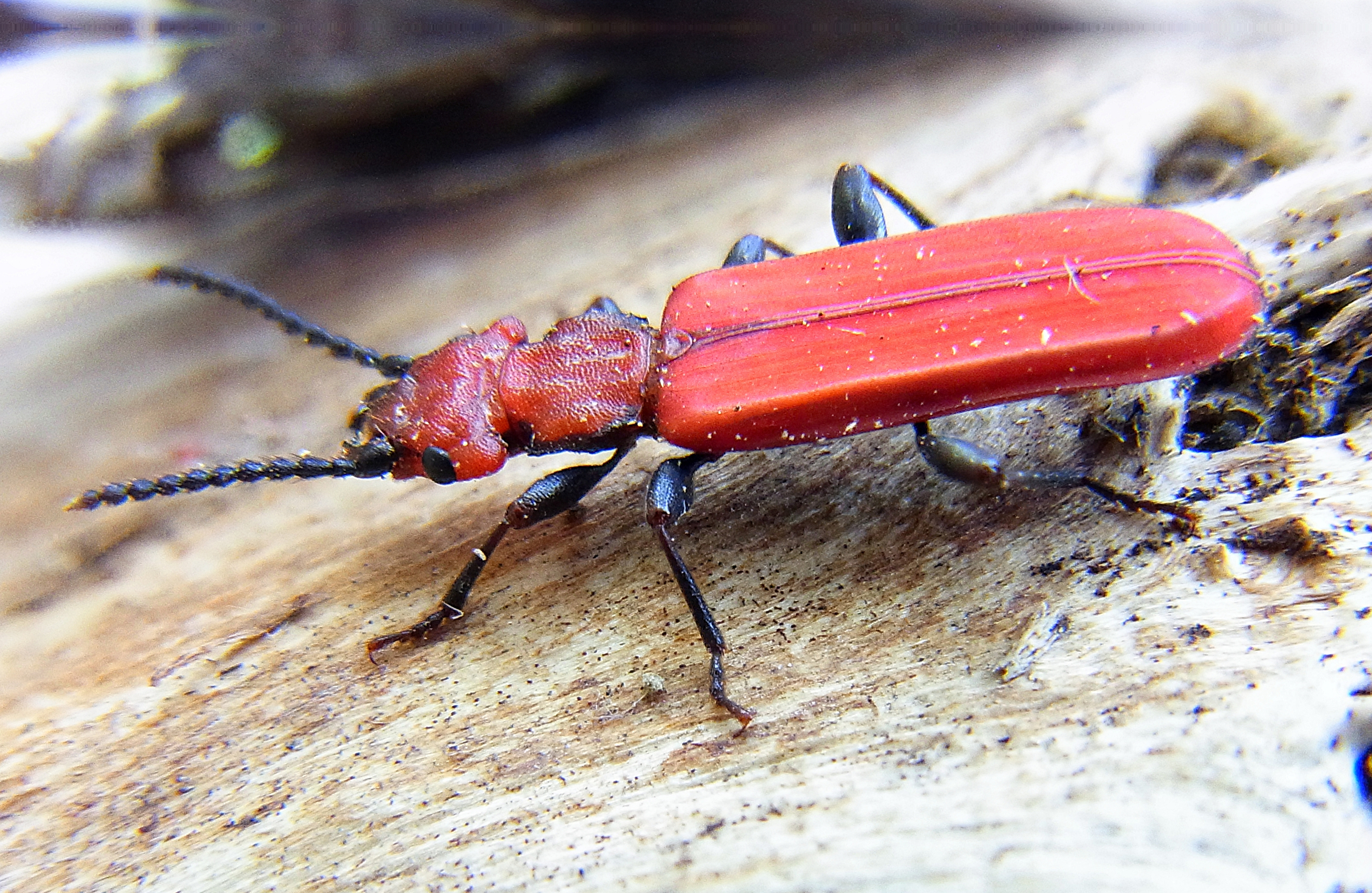
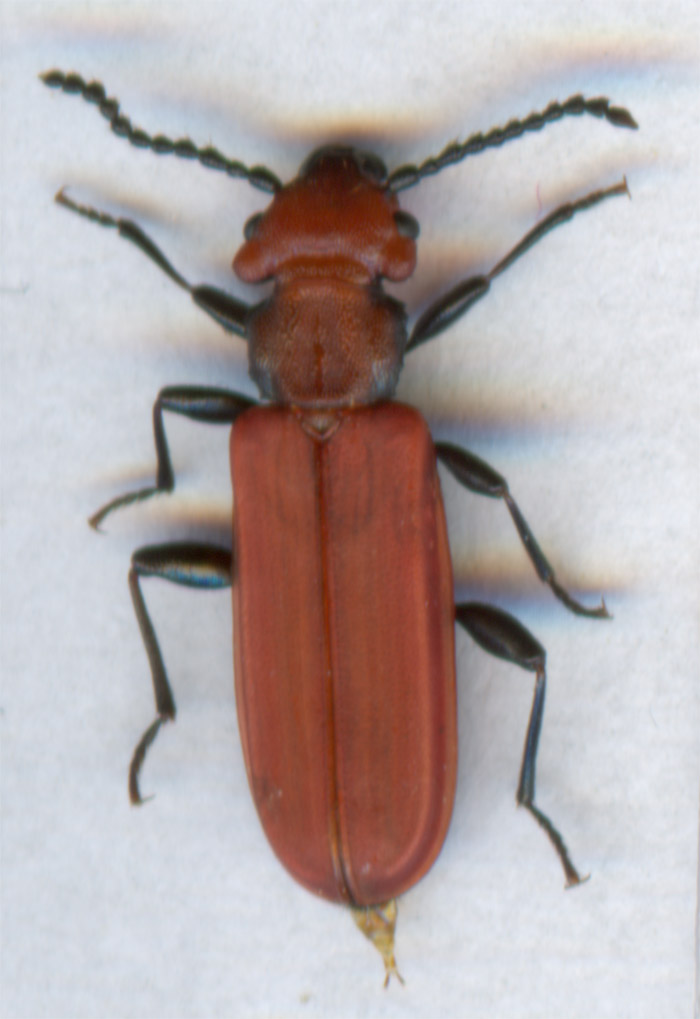
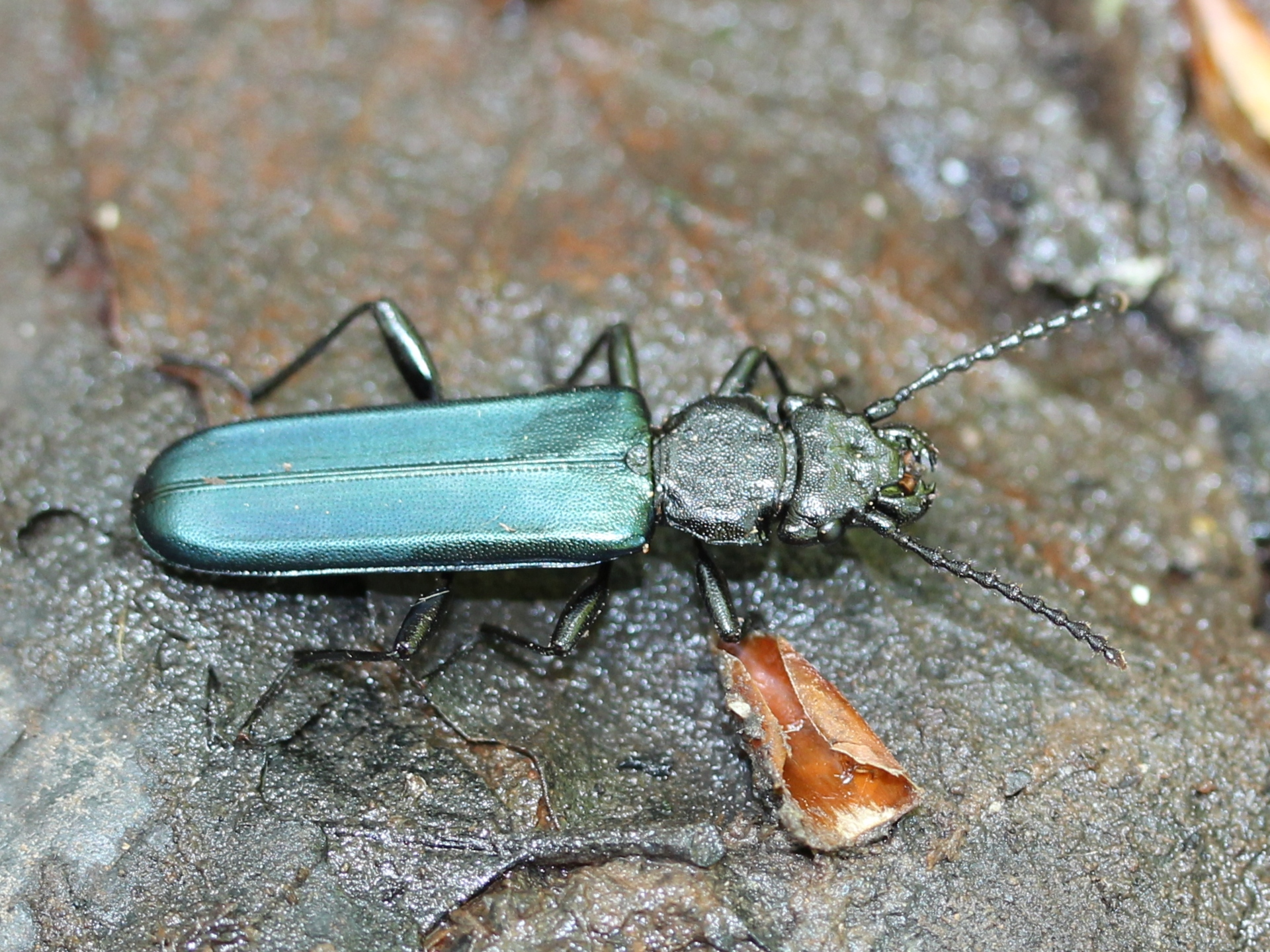